# برنارد لي (لاعب بوكر)
برنارد لي (بالإنجليزية: Bernard Lee)‏ هو لاعب بوكر أمريكي، ولد في 16 مايو 1970 في نيويورك في الولايات المتحدة.